# Jon Brion

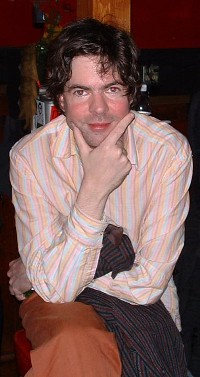
Jon Brion (2004)

Jon Brion (* 11. Dezember 1963 in Glen Ridge, New Jersey, USA) ist ein amerikanischer Multi-Instrumentalist, Sänger, Komponist und Produzent.

## Biographie
Brion wurde in Glen Ridge, New Jersey geboren. Er stammt aus einer musikalischen Familie. Seine Mutter war Jazz-Sängerin, sein Vater leitete ein Orchester an der Universität Yale, sein Bruder Randy wurde Komponist, seine Schwester Laurie Violinistin.
Mit 17 verließ Brion die Schule und versuchte sich als professioneller Musiker. Nach einem erfolglosen Album mit seiner Band The Bats zog er 1987 nach Boston, wo er Live-Gitarrist bei Aimee Manns New-Wave-Band 'Til Tuesday wurde. Nach deren Auflösung 1989 begann er, als Studiomusiker für Künstler wie Marianne Faithfull, The Wallflowers oder Jellyfish zu arbeiten. Mit deren Gitarristen Jason Falkner gründete er die kurzlebige Band The Grays.
Seine erste Arbeit als Musikproduzent war 1993 Aimee Manns Debütalbum Whatever. Er produzierte auch Alben von Fiona Apple, Rufus Wainwright, Eleni Mandell, Rhett Miller, Evan Dando und Kanye West. Als Komponist von Filmmusik wurde er für seine Arbeiten zu Magnolia (1999) und Vergiss mein nicht! (2004) für die Grammy Awards nominiert.
Brion ist bekannt für seine regelmäßigen Auftritte in der Diskothek Largo in Los Angeles, mit Coverversionen und eigenen Songs, verschiedenen Instrumenten und berühmten Gästen. Neben Gitarre spielt Brion vor allem Klavier/Keyboards.

## Diskographie

### Filmmusik (Auswahl)
- 1996: Last Exit Reno (Hard Eight)
- 1999: Magnolia
- 2002: Punch-Drunk Love
- 2004: Vergiss mein nicht! (Eternal Sunshine of the Spotless Mind)
- 2004: I Heart Huckabees
- 2006: Trennung mit Hindernissen (The Break-Up)
- 2008: Synecdoche, New York
- 2008: Die Stiefbrüder (Step Brothers)
- 2010: Die etwas anderen Cops (The Other Guys)
- 2010: Mean old man (Jerry Lee Lewis)
- 2011: The Future
- 2012: Immer Ärger mit 40 (This Is 40)
- 2012: ParaNorman
- 2013: Der Lieferheld – Unverhofft kommt oft (Delivery Man)
- 2013: Der blaue Regenschirm (The Blue Umbrella)
- 2014: The Gambler
- 2015: Dating Queen (Trainwreck)
- 2017: Lady Bird
- 2017: Wilson – Der Weltverbesserer (Wilson)
- 2018: Christopher Robin
- 2018: Ein Becken voller Männer (Le grand bain)
- 2023: Fool’s Paradise

### Solo
- 2001: Meaningless

### Als Produzent
- Aimee Mann: Whatever, (1993)
- Aimee Mann: I'm With Stupid, (1995)
- Rufus Wainwright: Rufus Wainwright, (1998)
- Eleni Mandell: Wishbone, (1998)
- Fiona Apple: When the Pawn, (1999)
- Brad Mehldau: Largo, (2002)
- Rhett Miller: The Instigator, (2002)
- Evan Dando: Baby I'm Bored, (2003)
- Fiona Apple: Extraordinary Machine, (2006)
- Kanye West: Late Registration (Ko-Produzent), 2005
- Dido: Safe Trip Home, (2008)
- Mac Miller: Circles, (2020)